# Joaquín Cirilo de Lanz
Joaquín Cirilo de Lanz (n. San Juan de Villahermosa, Tabasco, Nueva España, Imperio Español, 1813-San Juan Bautista, Tabasco, México, 10 de julio de 1861). Fue un político mexicano que nació en el estado de Tabasco cuando todavía era una provincia colonial de la Nueva España, donde radicó toda su vida, llegando a ocupar por un corto tiempo el cargo de Gobernador interino de Tabasco. Fue hijo del matrimonio formado por el señor Bernardino de Lanz, oriundo de Vizcaya, España, y de la señora Mercedes Jiménez, originaria de San Juan de Villahermosa, Tabasco, Nueva España.

## Gobernador de Tabasco
Ante la licencia solicitada por el entonces gobernador del estado Gregorio Payró quien apenas llevaba cuatro meses y medio en el cargo, el Congreso del Estado nombró al Vicegobernador Joaquín Cirilo de Lanz como Gobernador Constitucional en Ejercicio del Poder Ejecutivo, quien después de súplicas y a duras penas, aceptó hacerse cargo del gobierno del estado en forma temporal, tomando el cargo el 1 de mayo de 1851.
El 24 de julio de ese año, y después de estar en el gobierno 54 días, solicitó licencia para separarse del cargo, entregándole la administración estatal a Justo Santa Anna, quien fue nombrado gobernador interino por el Congreso del Estado.

## Fallecimiento
Joaquín Cirilo de Lanz falleció a la una de la tarde del 10 de julio de 1861, a la edad de 48 años en su finca llamada "El Maluco" municipio de San Juan Bautista, Tabasco a consecuencia de un derrame cerebral. Siendo sepultado en el panteón general de San Juan Bautista.